# کارلامان‌باش
کارلامان‌باش (انگلیسی: Karlamanbash) یک شهرک در شهرستان کارماسکالینسکی استان باشقیرستان کشور روسیه است.